# Francisco Rivas Jordán de Urríes
Francisco Rivas y Jordán de Urríes (Zaragoza, 20 de enero de 1892-Grazalema, 4 de agosto de 1955), III conde de la Salceda, fue un político monárquico español, gobernador civil de Logroño, Guipúzcoa, Navarra y Sevilla.

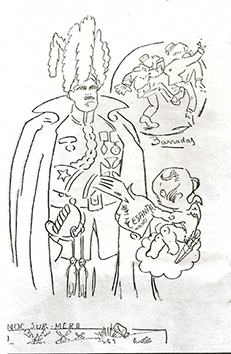
Dibujo de Francisco Rivas Jordán de Urríes con uniforme de maestrante de Zaragoza —retratado por Rafael Barradas (1890-1929)— para ilustrar unas coplillas humorísticas escritas por su amigo José María Sánchez Ventura

## Biografía
Hijo de Adolfo Rivas Peciña (II conde de la Salceda) y María del Pilar Jordán de Urríes Azara, nació en Zaragoza el 20 de enero de 1892 en la Casa de Miguel Donlope, casa palaciega propiedad de sus padres y actualmente sede de la Real Maestranza de Caballería de Zaragoza. Estudió Derecho, dedicándose al ejercicio de la abogacía: se afilió al Colegio de Abogados de Zaragoza en 1920, donde ocupó el cargo de tesorero dentro de su junta de gobierno entre 1932 y 1936.
Destacó como cronista, escribiendo artículos sobre Aragón para la Revista Nacional de Economía entre 1925 y 1929 y en el Noticiero.
Fue miembro de la Real Maestranza de Caballería de Zaragoza desde los dieciséis años. "Gozó de cierto prestigio entre la élite financiera al haber desempeñado la secretaría del Banco Aragonés de Crédito y ser uno de los pocos que pudieron permitirse el lujo de tener vehículo propio a motor en aquellos años".
Contrajo matrimonio en Madrid en la parroquia de la Concepción el 29 de abril de 1921 con Amidea Jiménez LaIglesia -hija del grazalemeño José María Jiménez Rodríguez, Director General de Sucursales del Banco de España-. Del matrimonio nacieron dos hijos: María Pilar Rivas Jiménez Laiglesia y Adolfo Rivas Jiménez Laiglesia (IV conde de la Salceda).
Su nieto Quico Rivas, en "Rafael Barradas y mi abuelo", artículo publicado en ABC el 11 de agosto de 2001 y recogido en "Cómo escribir de pintura sin que se note" (Madrid, 2011), recuerda con humor su herencia de "niño bien": "De mi abuelo paterno Francisco Rivas y Jordán de Urríes heredé el nombre, el apellido y una mandíbula cuadrada, prominente, que la familia considera el principal atributo de los Rivas".

### Carrera política
Aunque los Rivas, oriundos de Villabuena (Álava), eran una familia de raíces profundamente carlistas, él nunca se preocupó de los pleitos dinásticos; su carrera política se inició a la sombra de Maura: en abril de 1915 representó a Zaragoza en la Asamblea Costituyente de las Juventudes Mauristas. En 1922, secundó a José Calvo Sotelo —su mentor político y con el que siempre mantuvo una gran amistad— en la escisión del maurismo que dio lugar al Partido Social Popular de inspiración socialcristiana.
Afiliado a la Unión Patriótica, fue secretario de su comité en Zaragoza y desempeñó el cargo de teniente de alcalde de la capital aragonesa durante la dictadura de Primo de Rivera. En esa época, al ser nombrado Francisco Franco director de la recién creada Academia Militar de Zaragoza, trabó amistad con él y lo introdujo en la alta sociedad zaragozana.
En la II República, militó en un principio en Acción Popular. Amigo de Serrano Súñer, fue uno de los que le apoyó en Zaragoza para la improvisada candidatura de la Unión de Derechas de 1931 y de convencerlo para que se integrara en la CEDA en 1933. En 1934, formó parte de la Renovación Española de Calvo Sotelo.
Tras el alzamiento, ejerció el gobierno civil de Logroño (1937-1938). Su política cambió el signo de la represión: acabó con los fusilamientos y llevó a una liberación masiva de presos, era consciente de que habían vencido pero todavía no habían convencido. Noticia de su talante fue el caso de la denuncia que solventó a favor de dos trabajadoras conserveras contra su patrón; "a diferencia de lo ocurrido en otras zonas, donde las denuncias entre obreras y empresarios tuvieron fatales consecuencias para las primeras".
Posteriormente, fue gobernador civil de Guipúzcoa (1938-1939), Navarra (1939-1941) y Sevilla (1941-1942). Se retiró de la política tras ese cargo y, abandonando su principal vocación, ocupó el puesto de Subgobernador del Banco de Crédito Local, que desempeñó hasta su muerte.

### Grazalema
Siendo gobernador civil de Sevilla, comenzó a frecuentar Grazalema para pasar las vacaciones en compañía de su familia, estableciendo una relación especial con esta población gaditana que el 14 de noviembre de 1944 lo adoptó, declarándolo hijo predilecto, en agradecimiento a todos los favores y servicios que le prestó durante los años de la posguerra -entre éstas, la conclusión de la llamada "carretera alta".
"Hombre sencillo, educado y bondadoso, en opinión de quienes lo conocieron", falleció en Grazalema de un ataque al corazón el 4 de agosto de 1955. Está enterrado junto a su mujer en la ermita de la Virgen de los Ángeles de la villa de Grazalema.

## Distinciones honoríficas[30]
- Caballero de la Real Maestranza de Caballería de Zaragoza.
- Encomienda de la Orden de Isabel la Católica
- Medalla de descendiente de Héroes de la Independencia
- Caballero del Pilar
- Terciario Dominico
- Hijo Predilecto de Grazalema (1944)
- Encomienda con Placa de la Gran Orden Imperial de las Flechas Rojas (1939)[31]